# Fortunato Tami
Fortunato Tami (Ovaro, 16 luglio 1875 – 28 dicembre 1942) è stato un pittore e incisore italiano.
Nato ad Ovaro presso Tolmezzo, lascia la Carnia in giovane età e si trasferisce nel Cusio, a Crusinallo, e svolge una sua prima attività di litografo a Intra presso lo stabilimento di ‘’Arti Grafiche Almasio’’. 
Autodidatta, si accosta assai giovane alle arti figurative perfezionandosi nell’arte del disegno, dell’incisione, della litografia. 

Dal 1913 decide quindi di  dedicarsi alla pittura, ad olio e soprattutto all’acquerello, dedicandosi alle vedute di paesaggio e al ritratto.
Diventa socio dell’Associazione Acquarellisti di Milano e ha modo di partecipare, in particolare nel corso degli anni Venti del Novecento, a parecchie mostre collettive in Italia e all’estero: nel 1923 espone con successo alla Mostra Internazionale degli Acquarellisti; l'anno seguente partecipa alla Mostra annuale presso la Permanente di Milano dove espone l’acquerello Tempo grigio. 
Nel 1925 si presenta all’Esposizione Internazionale di Torino e, nello stesso anno, espone con successo a Losanna.

In Italia è accolto stabilmente nelle più importanti gallerie di Genova, Roma, Napoli, Trieste, Torino, Milano. 
Tiene anche sue personali a Milano, Torino, La Spezia, Genova, Domodossola, Novara, Pavia, Intra, Omegna.
Nel campo della stampa calcografica si dedica all’illustrazione, soprattutto turistica .
Continua anche ad operare nell’incisione e nella raffigurazione di cartoline e manifesti, e nel 1935 si trasferisce a Milano per soddisfare gli impegni via via assunti per una collaborazione alla Domenica del Corriere, alla Tribuna, alle edizioni di Vallardi, Ricordi e Vittuone. 
Nel 1940 si ammala e muore nel 1942; è sepolto a Crusinallo nella tomba di famiglia. 
La Galleria Spriano di Omegna gli ha dedicato un’ampia mostra postuma nel 1967.

Ancora ad Omegna, nel settembre 2017, il locale Forum ospita una sua importante antologica F.Tami, La maestria del segno, l’armonia del colore.